# Csillagtérkép

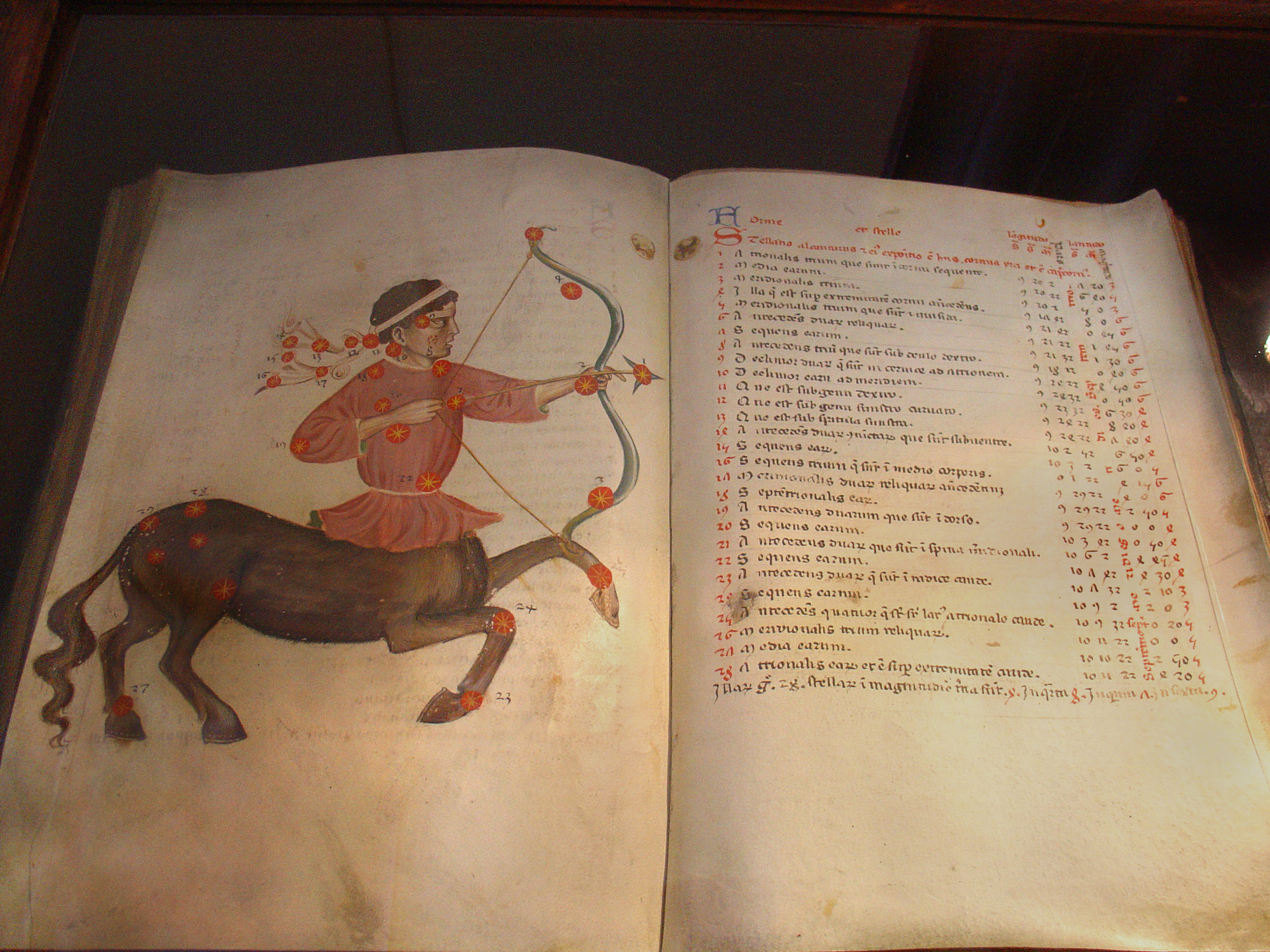
Al Sufi csillagászati atlasza

A csillagtérképek (égbolt-térképek, csillagatlaszok) olyan térképek, melyek az égbolton látható csillagokat és egyéb objektumokat (csillaghalmazok, galaxisok, ködök, a Tejút stb.) ábrázolják. Fontos jellemzőjük, hogy 
- adott határfényességig ábrázolják ezeket az objektumokat
- van koordináta-rendszerük
- meghatározott vetületben készülnek
- a csillagképeket valamilyen módon ábrázolják vagy nem ábrázolják
- az egyes csillagokat és más objektumokat azonosítják (katalógusszámmal, névvel)

Különleges csillagtérképek a planiszférák (népszerűen forgatható csillagtérképek), melyek csak egy adott földrajzi szélességről látható csillagokat mutatják. Az égbolt-gömbök a csillagos eget gömbre vetítve mutatják. A csillagtérképek forrásai a különféle csillagkatalógusok.

## Történetük
A ma ismert és szabványosított csillagképek első ismert forrása Aratosz Phaenomena című, versbe szedett munkája, melyben felsorolja a korában, i. e. 275-ben ismert csillagképeket. A talán legtovább használt csillagkatalógust Klaudiosz Ptolemaiosz készítette, aki az Alexandriából szabad szemmel látható 1022 csillagot sorolja fel Syntaxis (i. sz. 140) c. munkájában, mely arab fordításban Almagest néven terjedt el. Mindegyik csillagra megadta égi koordinátájukat és fényességüket.
A görögöknél és más népeknél rendkívül fontos volt a csillagok ismerete, mert a hajósok ezeket használták navigációra.

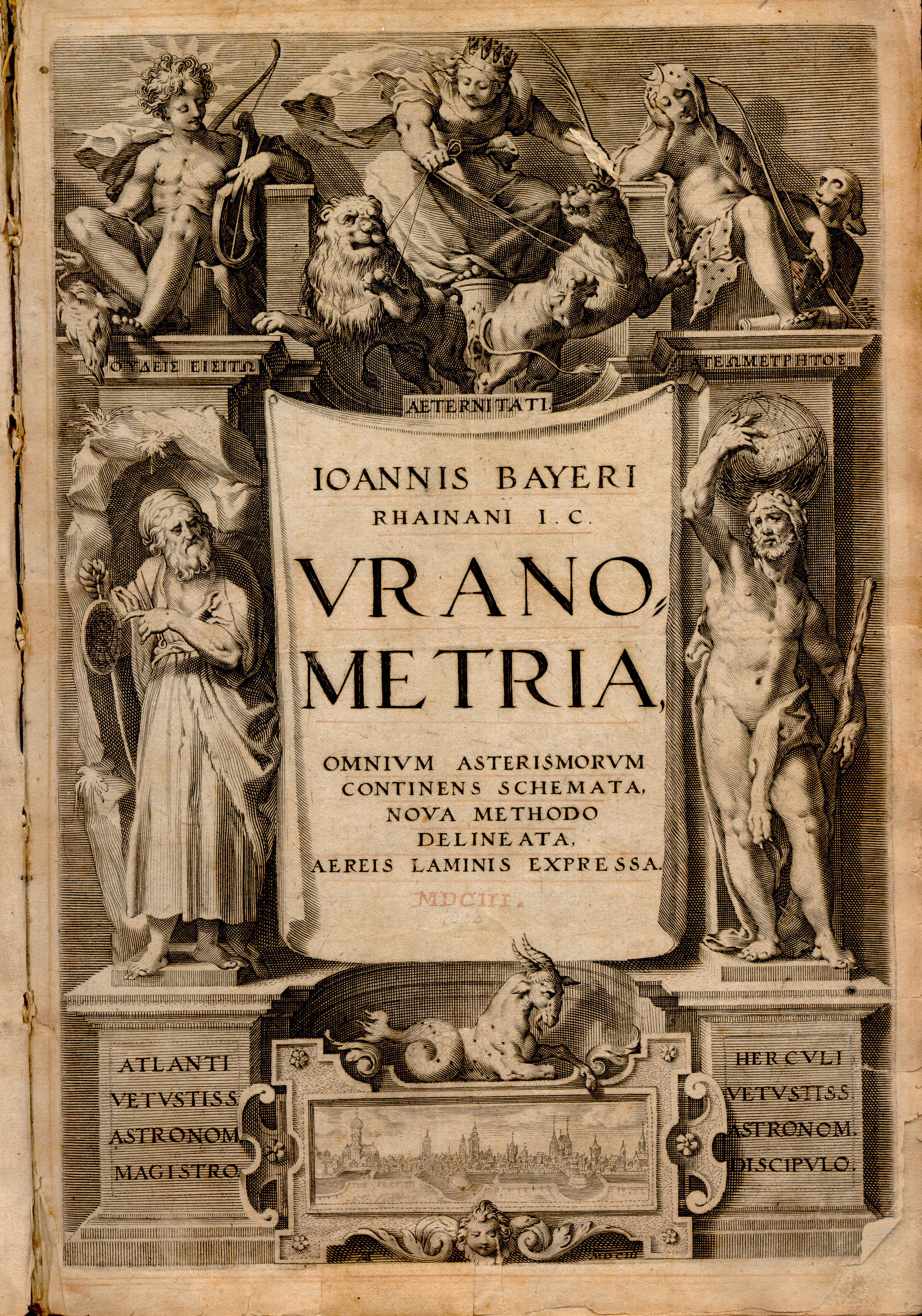
Johann Bayer Uranometria című csillagatlasza

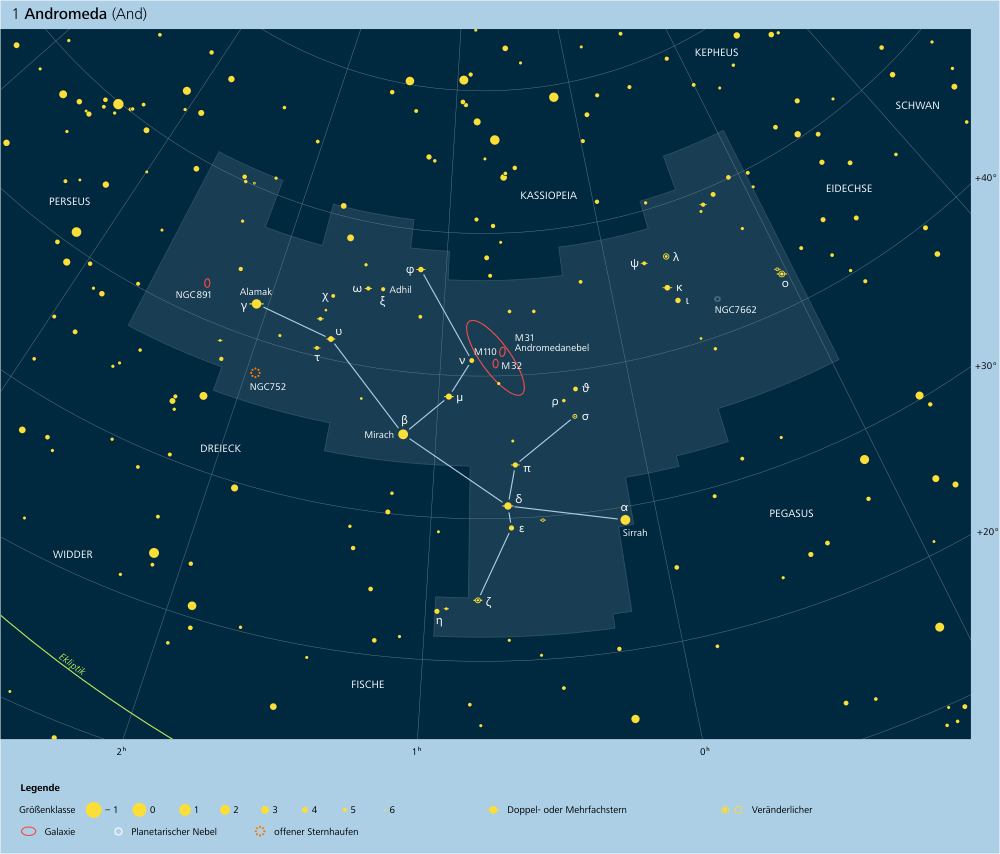
Csillagtérkép az NGC katalógusból

A középkorban az arabok vitték tovább a tudományt és a csillagképek ismeretét, új katalógust is készítettek, és a csillagok neveit arabra fordítva hagyományozták tovább. A dán Tycho Brahe készítette el a szabad szemes korszak utolsó nagy felmérését: 25 éven keresztül figyelte meg a csillagokat és 777 csillag helyzetét adta meg minden addiginál nagyobb pontossággal. Munkája halála után, 1602-ben jelent meg – alig pár évvel a távcső megjelenése előtt.
A 17-18. században a déli féltekén utazó hajósok feltérképezték a déli félteke addig európaiak által nem látott csillagait és elnevezték őket. Ezeket már felhasználta Johann Bayer az Uranometria (1603) c. munkájában, ami 12 új csillagképet is tartalmazott. Bayer a legfényesebb csillagok megnevezésére egy ma is használt módszert vezetett be: a csillagokat görög betűkkel azonosította, melyet birtokos esetben kapcsolt a csillagkép latin nevéhez: Alpha Centauri: a Kentaur csillagkép alfája (=legfényesebb csillaga) (lásd: Bayer-féle jelölés).
A nagy földrajzi felfedezések időszaka, különösen a 17. század a csillagtérképészet aranykora volt. A déli féltekén csillagászati és hajózási műszerekről neveztek el csillagképeket. Az északi félteke csillagképei közötti üres helyeket is kitöltötték új csillagképekkel, sokszor a legújabb tudományos-technikai találmányokat az égbe juttatva – micsoda különbség a görög mitológiához képest, ahol sokszor Zeusz jutalmazta meg a halandókat vagy halhatatlanokat azzal, hogy az égbe kerüljenek.
Új csillagképeket vezetett be a lengyel Johannes Hevelius (1690), többek között királya és pártfogója miatt a Sobieski Pajzsa nevűt. A francia Lacaille is több déli csillagképet nevezett el. Ezek egy része megmaradt, mások az 1928-as szabványosításkor eltűntek; így például a magyar Hell Miksa által költött György Hárfája is.
Az ellenreformáció és a barokk időszakában egyes túlbuzgó térképészek a teljes „pogány” csillagtérképet keresztény csillagképekre cserélték le: így lett Andreas Cellarius térképén 1708-ban a 12 állatövi csillagképből a 12 apostol, az Argonauták hajójából Noé bárkája.
A csillagképek a 19. század elejéig az európai térképeken mindig mitologikus alakjaik részletgazdag rajzával együtt jelentek meg: olyan csillagtérkép, ahol csak a csillagok lettek volna feltüntetve, elképzelhetetlen volt, még a török–arab világban is. A csillagászok panaszkodtak is, hogy a mitologikus ábrázolások áttekinthetetlenné teszik a térképeket. Az első olyan csillagtérképek, melyek a maiakhoz hasonlóan csak a csillagképek körvonalait vonalakkal kötötték össze, a kínaiaknál jelentek meg. A 17. századtól több olyan kínai csillagtérkép készült, melyek készítésében európaiak is részt vettek. Az első széles körben ismert európai térképet, mely csak vonalakat használt, Charles Dien készítette 1851-ben. Később a képek és vonalak teljesen eltűntek és a nagy csillagabroszokon már csak a fekete pontok maradtak.
A fényképezés elterjedésével a fotólemezek váltak csillagatlasszá: ennél pontosabban nem rögzíthető a csillagok helyzete. A legnagyobb ilyen vállalkozás a Palomar Sky Survey volt 1951-ben; 1870 darab fotólemezen kb. 500 millió csillagot és 10 millió galaxist tartalmaz, 20-21 magnitúdó határfényességig, de csak nagyságrendekkel kevesebbnek tartalmazza a koordinátáit is.
A Nemzetközi Csillagászati Unió 1928-ban szabványosította a csillagképeket, latin nevüket is egységesítve, 1928-ban pedig elfogadták a csillagképek határvonalait.
Amint a mind nagyobb távcsövek megjelentek, egyre több – halványabb – csillag vált láthatóvá és katalogizálhatóvá. A katalógusok fő jellemzője az, hogy milyen halványságig tartalmazzák a csillagokat és milyen plusz információkat közölnek róluk (színkép, távolság). Az 1997-ben kiadott Hipparcos-katalógus 118 ezer csillag adatait tartalmazza: a Hipparcos-műhold több millió mérése alapján ezen csillagok helyzetét, távolságát, mozgását és luminozitását.
A távolságadatokból számítógépen kirajzolható a csillagokból vagy távoli galaxisokból álló tér háromdimenziós térképe is. Pontosan olyan, amilyet a sci-fi-kben látni lehet. A számítógépes adatbázisokból a képernyőn kirajzolt virtuális térkép előnye, hogy a világűrben mozoghatunk vele: a csillagos ég máshogy néz ki az Orionból nézve, mint tőlünk. Térképet rajzolni mind a 100 ezer csillagból már csak ezért is fölösleges: egy dinamikus adatbázis szolgál a legjobb térképként.
A ködök és csillaghalmazok legismertebb katalógusa a New General Catalogue (NGC). A távoli, kisebb távcsővel halvány, elmosódott foltként látszó objektumok katalógusát (Messier-katalógus) eredetileg azért készítette Charles Messier, hogy az üstököskutatóknak felsorolja azokat a helyeket, ahol üstökössel összetéveszthető foltok láthatók az égen. A Sloan Digital Sky Survey 2005-ig 180 millió csillag és galaxis adatait rögzítette.